# Forte de São Pedro Nolasco
O Anfiteatro do Forte de São Pedro Nolasco é um logradouro público criado em 2000, a partir da revitalização da ruína do então forte transformado no anfiteatro, situado no complexo turístico Estação das Docas na cidade brasileira de Belém (estado do Pará).
Inicialmente o forte, também denominado Baluarte Nossa Senhora das Mercês, ou apenas Forte das Mercês, foi uma fortificação militar portuguesa, criada em 1665 pelo governador Rui Vaz de Siqueira do estado do Maranhão, no então povoado colonial português Feliz Lusitânia (atual cidade brasileira de Belém do Pará) na Conquista do Pará às margens da baía do Guajará.

## História
O forte foi erguido por determinação do terceiro governador e capitão-general da capitania do Pará, Rui Vaz de Siqueira, a partir de 1665, para defesa do povoado Feliz Lusitânia junto com o Forte do Castelo de Belém e o Reduto de São José. Construído em uma zona rochosa na praia às margens da Baia do Guajará, de fronte ao convento dos Mercedários.
De pequenas dimensões, apresentava planta no formato cordiforme, estando artilhado com cinco peças (SOUZA, 1885:35; GARRIDO, 1940:32).

De acordo com planta de Sargento-mor Engenheiro Carlos Varjão Rolim, datada de 1741, apresentava uma entrada, formado por: Corpo da Guarda, quartéis e, plataforma para a artilharia. Entretanto, em 1795 o então governador Francisco de Sousa Coutinho e o coronel Teodósio Constantino Chermont informaram ao Ministro, no reino, que: 
"nem parapeito tem, e não é outra cousa mais do que uma poucas de peças cavalgadas sobre o alto de uma ribanceira em revestimento sem defesa alguma, todas descobertas e descoberta inteiramente a gente que as houver servia".
No contexto da Guerra dos Cabanos, revolta que ocorreu na então Província do Grão-Pará entre 1835 e 1840, durante o Império do Brasil, o forte sofreu grandes danos. Ao fim do conflito, pretendeu construir um novo cais no porto de Belém, o projeto afetava o local deste forte, o presidente da Província na época, Bernardo de Sousa Franco, consultou o então Ministro da Guerra, José Clemente Pereira, que debateu com o Imperador D. Pedro II (1840-1889), que optou por demolir a estrutura restante em 1841.
Após demolição a região do forte, a área foi aterramento, para criação da então rua do Imperador (atual Boulevard Castilhos França). Em 2000, a ruína do forte foi revitalizado e transformado no anfiteatro do complexo turístico Estação das Docas.